# Clodia decorata
Clodia decorata är en skalbaggsart som beskrevs av Nonfried 1894. Clodia decorata ingår i släktet Clodia och familjen långhorningar. Inga underarter finns listade i Catalogue of Life.